# 栗山富夫
栗山 富夫（くりやま とみお、1941年〈昭和16年〉2月20日 - 2025年〈令和7年〉6月18日）は、日本の映画監督・脚本家。

## 来歴
茨城県鹿島郡旭村（現・鉾田市）または東京都生まれ。茨城県立鉾田第一高等学校、国際基督教大学社会科学科卒業後の1965年、松竹に入社する。助監督を経て、『いとしのラハイナ』で監督に昇進する。1985年、『祝辞』で芸術選奨新人賞を受賞する。『釣りバカ日誌』の作者により映画化第一作の監督に指名。その後も監督を担当し、計11作を手がけ、国民的映画に育て上げた。
2025年6月18日、悪性リンパ腫のため死去。84歳没。

## 監督作品

### 映画
- いとしのラハイナ
- 俺ら東京さ行ぐだ
- 祝辞
- 愛しのチイパッパ
- 釣りバカ日誌シリーズ
  - 釣りバカ日誌
  - 釣りバカ日誌2
  - 釣りバカ日誌3
  - 釣りバカ日誌4
  - 釣りバカ日誌5
  - 釣りバカ日誌6
  - 釣りバカ日誌7
  - 釣りバカ日誌8
  - 釣りバカ日誌9
  - 釣りバカ日誌10
  - 花のお江戸の釣りバカ日誌
- ハラスのいた日々
- ホーム・スイートホーム
- ホーム・スイートホーム2 日傘の来た道
- ふうけもん

### テレビ
- 幸福の黄色いハンカチ
- 西田敏行の泣いてたまるか 第1話「花嫁のお父ちゃん」
- 松本清張サスペンス「拐帯行」
- バスガイド愛子1 これが最後の恋